# Namco
Namco Limited (株式会社ナムコ, Kabushiki Kaisha Namuko),, pour NAkamura Manufacturing COmpany, est une société japonaise de développement de jeux vidéo créée en 1955.

## Description
Namco exerce son activité dans le milieu du jeu vidéo depuis 1974. Elle fusionne le 29 septembre 2005 avec une société japonaise, le fabricant de jouets Bandai pour former Namco Bandai Holdings Inc. Ce regroupement va constituer une des plus grosses entreprises dans le secteur du jeu vidéo au Japon. Namco devient une simple filiale de la holding.
Depuis la prise de pouvoir de la holding, Namco a fusionné avec la section jeu vidéo de Bandai, puis ce nouveau groupe a été renommé Namco Bandai Games à la date du 31 mars 2006, avant d'être à nouveau renommé Bandai Namco Games le 25 janvier 2014 puis Bandai Namco Entertainment le 1er avril 2015. Dans le même temps, les sections divertissement, parcs à thèmes et parcs d'exploration de Namco échappent à la direction de Namco pour être regroupées en tant que filiale de Namco Bandai Holdings sous le nom de Namco Limited.
Namco a produit une multitude de titres célèbres comme Pac-Man, Galaxian, Rally-X, Galaga, Bosconian, Dig Dug, Pole Position, Xevious, Mappy, Time Crisis, Soul Calibur, Tekken et Ridge Racer.
Namco est maintenant et depuis bien longtemps un pilier mondial de l'arcade.

## Historique
Namco a été fondée à Tōkyō en 1955, par Masaya Nakamura sous le nom de Nakamura Seisakusho Co., Ltd. Elle a commencé ses activités commerciales par la production de chevaux mécaniques à bascule et de manèges pour enfants que l'on pouvait trouver dans un certain nombre de grands magasins à Yokohama et Nihonbashi. Namco a continué dans cette ligne de production durant les années 1960, puis l'a élargie avec l'ajout de produits inspirés de personnages issus de l'univers de Walt Disney en 1966.
En 1971, la dénomination Nakamura Manufacturing Ltd, qui avait succédé à Nakamura Seisakusho en 1959, laisse place à la toute nouvelle appellation Namco. Toutefois, Nakamura Manufacturing continuera de demeurer le nom officiel d'entreprise jusqu'en 1977. Dès 1974, Namco fait l'acquisition de la division japonaise d'Atari, ce qui permet à Namco de s'introduire dans le marché du jeu vidéo. La filiale Namco Enterprises Asia Ltd. a été créée à Hong Kong et a été rapidement suivie par Namco America, Inc., basée en Californie. En 1978, Namco commercialise son premier jeu vidéo d'arcade appelé Gee Bee, conçu par Toru Iwatani. Ce jeu aura également connu deux suites, Bomb Bee et Cutie Q, proposées à la vente en 1979. L'année 1980 a vu naître le plus célèbre jeu vidéo d'arcade de l'entreprise, le fameux Pac-Man, également mis au point par Iwatani. Le personnage principal Pac-Man est maintenant devenu la mascotte officielle de la société Namco. Lorsque Nintendo commence à produire sa console Famicom au Japon (connue sous le nom de Nintendo Entertainment System dans le reste du monde), Namco développe des jeux pour ce support. Le premier d'entre eux fut Galaxian, qui était sorti auparavant en arcade en 1979. En 1984, Namco lance le label Namcot pour la commercialisation de ses jeux MSX au Japon. C'est sous ce label, définitivement abandonné en 1995, que Namco publiera ses jeux sur toutes consoles et ordinateurs de maison dans son pays d'origine (MSX, Famicom, PC-Engine, Super Famicom et Mega Drive) jusqu'à l'arrivée de la PlayStation de Sony. Ce label différenciait ainsi la section de développement des jeux de maison de celle des jeux d'arcade, qui avait gardé le nom Namco.
Namco a été le premier fabricant à développer et à proposer une borne de jeu multijoueur, polyvalente et compétitive, Final Lap, en 1987. Ce jeu permettait à 8 joueurs de s'affronter lorsque quatre bornes doubles étaient connectées ensemble à un réseau simple. En 1988, le capital de la société a dépassé 5 500 millions de yen. En 1989, un autre jeu de simulation de course appelé Winning Run a été commercialisé. La même année, la société devenant experte dans la simulation de conduite arrive à maturation avec le développement de l'Eunos Roadster Driving Simulator, une coentreprise lancée avec la société Mazda Motor Corporation, suivi d'un logiciel éducatif pour la sécurité routière mis au point avec la participation de Mitsubishi. D'autre part, dans une optique d'accès à tous au divertissement, Namco a commencé des activités avec les personnes âgées et handicapées par l'intermédiaire de Talking Aid en 1985.
Dans les années 1990, Namco a commencé à vendre directement des jeux d'arcade aux États-Unis par l'intermédiaire de sa filiale Namco America. Sennichimae Plabo fut ouvert à Ōsaka, se fondant sur un nouveau concept de salle d'arcade à grande échelle, ainsi que Namco Wonder Eggs, un parc à thème également ouvert à Tōkyō. D'autres parcs d'attractions furent créés, notamment Namco Wonder Park Sagamihara et Namco Wonder City.
En 1993, Namco a fusionné ses opérations aux États-Unis représentées par Namco Operations, Inc., avec le tout nouvellement acquis Aladdin's Castle, Inc. pour former Namco Cybertainment, Inc., ce qui porte l'entreprise à l'avant-garde du secteur, en tant que plus grande société d'arcade dans le monde. Au cours des années suivantes, Namco Cybertainment a acheté plusieurs autres entreprises travaillant dans le secteur de l'arcade, dans le but de renforcer le fonctionnement global de la branche arcade de la société Namco. Namco Cybertainment fonctionne maintenant dans le monde de l'arcade sous les noms de Time Out, CyberStation, Aladdin's Castle, Diamond Jim's, Space Port, et Pocket Change. Tout au long des années 2000, Namco Cybertainment a continué de croître. La société est la seule à avoir des activités d'envergure nationale. Elle gère plus de 1000 sites dans quarante-huit états, à Porto Rico et dans les îles Vierges. Chaque jour, les clients jouent à leurs jeux, plus des trois-quarts d'un million de fois dans des endroits que la société gère. Elle possède près de 30 000 jeux dans son inventaire, dépassant de loin tout autre distributeur. Namco Cybertainment possède le plus grand nombre des jeux les plus populaires fabriqués en Amérique du Nord, y compris les jeux de Sega, Midway, Konami, ICE et de Namco America. Namco Cybertainment est généralement un gros client des fabricants de systèmes d'arcade en tout genre. Le 1er janvier 2012, Namco Cybertainment est renommé Namco Entertainment.

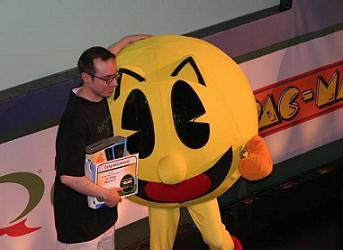
Costume de PacMan

Toujours en 1993, Ridge Racer, une simulation de jeu de conduite intégrant des graphismes 3D, est créée en arcade. Le jeu a été adapté plus tard pour la PlayStation. Un autre des plus célèbres jeux de la société, Tekken, sort en 1994, avant d'être également rapidement porté sur la PlayStation. En 1995, le jeu Soul Edge (ou Soul Blade dans les régions utilisant PAL) a été commercialisé. Ce fut le second jeu de combat à proposer un environnement de combat en trois dimensions sur une console de jeu (Battle Arena Toshinden fut le premier). Avec ses franchises Tekken et Soul, Namco a dominé le marché du jeu de combat 3D. Ils ont également conçu Cybersled, un jeu de char de combat futuriste en 3D, qui a lui aussi été porté sur PlayStation. Enfin, certains jeux de tir ont été développés comme Point Blank et Time Crisis.
En 1996, Namco a pris un contrôle partagé dans la société cinématographique japonaise Nikkatsu.
Le 7 septembre 2005, Nikkatsu est engloutie par l'énorme groupe Index Holding.
En septembre 2005, Namco fusionne avec Bandai pour devenir Namco Bandai Holdings, la 3e plus grande entité de jeux vidéo au Japon. La société Namco originelle fait désormais partie du groupe Namco Bandai Games.
En janvier 2006, une filiale de Namco Bandai Holdings est créée aux États-Unis pour gérer le secteur des jeux pour téléphones mobiles en Amérique du Nord, sous le nom de Namco Networks America Inc.. Namco est alors en mesure de porter un grand nombre de leurs jeux d'arcade à succès pour les téléphones portables. En mars 2006, Namco Networks America a aussi ouvert un site de vente en ligne, clubNAMCO.com qui propose des produits de merchandising officiel basé sur les jeux Namco.
Depuis la prise de pouvoir de la holding, Namco a fusionné avec la section jeu vidéo de Bandai, puis ce nouveau groupe a été renommé Namco Bandai Games à la date du 31 mars 2006.
D'autres branches de Namco (les parcs à thème et les parcs d'exploration) ont été transférés vers une nouvelle filiale du groupe Namco Bandai Holdings et ont également changé de raison sociale.

## Arcade
Namco demeure un des éditeurs phares de jeu vidéo d'arcade. Ci-dessous se trouve la liste des systèmes développés par Namco ou sur lesquels des jeux ont été édités par Namco.

### Les systèmes
| - 8080 Based - Galaxian - Pac-Man - Galaga - Pole Position - Super Pac-Man - System 16 Universal - Gaplus - Vs. System - Pac-Land - System 86 - Thunder Ceptor - System 1 |  | - System 2 Derivate - System 2 - System 21 - NA-1 - NA-2 - NB-1 - System 22 - System FL - NB-2 - ND-1 - System 11 - Super System 22 - System 12 |  | - Gorgon - System 23 - Super System 23 - System 10 - System 246 - N2 Satellite Terminal - System 256 - Triforce - Super System 256 - N2 - System 357 - System ES1 - System 369 |

## Chronologie
La liste des systèmes Namco est assez importante. Namco a produit et enchaîné beaucoup de petits systèmes dès le début de sa création, puis sont apparus des systèmes clefs qui ont eu une durée de vie plus longue avec une liste de jeux plus importante : System 1 et 2, ainsi que l'apparition des consoles (PlayStation 1 et 2, System 12, 11, 10 puis 246 et 256, et au préalable la NES et le Vs. System).